# Heinrich von Stein
Heinrich Ludwig Wilhelm von Stein (* 21. November 1833 in Rostock, Großherzogtum Mecklenburg-Schwerin; † 28. Mai 1896 ebenda) war ein deutscher Philologe, Philosoph und Rektor der Universität Rostock.

## Leben
Heinrich von Stein stammte aus einer mecklenburgischen Gutsbesitzerfamilie. Sein Vater war der  Major Carl (Heinrich) von Stein  (1789–1839), seine Mutter Friederike, geb. Hansen, war die Tochter eines Güstrower Legationsrats. Seine eine Schwester Caroline heiratete den späteren Professor Hermann August Schwanert und seine andere Schwester Elisabeth heiratete Hermann von Buchka.
Heinrich von Stein legte das Abitur in Rostock ab und studierte ab 1851  Philosophie in Berlin, Bonn und Göttingen. 1855 wurde er mit der Dissertation De philosophia Cyrenaica promoviert und habilitierte 1857. In Göttingen lehrte er ab 1857 als Privatdozent und ab 1862 als außerordentlicher Professor. 1864 wurde er Gouverneur Johann Albrechts, Herzog zu Mecklenburg-Schwerin. 1869 heiratete er in Ludwigslust Elisabeth von der Lühe (* 1834). Im folgenden Jahr wurde er außerordentlicher Professor in Rostock, 1871 ordentlicher Professor und 1890 Rektor der Universität. Sein bekanntester Promovend ist wohl Rudolf Steiner, der 1891 als externer Prüfling mit der Arbeit Wahrheit und Wissenschaft und der Note rite (ausreichend) zum Dr. phil. promoviert wurde.

## Auszeichnungen
- 1870 Ritterkreuz der Wendischen Krone

## Schriften (Auswahl)
- Sieben Bücher zur Geschichte des Platonismus. Untersuchungen über das System des Plato und sein Verhältniß zur späteren Theologie und Philosophie. 3 Bände, Göttingen 1862/64/75 (Neuauflage als Nachdruck: Minerva, Frankfurt am Main 1965).
- Johann Georg Hamann, 1863.
- Friedrich Franz II. und die Universität Rostock, 1891.